# Eparquía de Parma
La eparquía de Parma (en latín: Eparchia Parmensis Ruthenorum y en inglés: Byzantine Catholic Eparchy of Parma) es una circunscripción eclesiástica de la Iglesia católica en Estados Unidos. Se trata de una eparquía bizantina rutena, sufragánea de la archieparquía de Pittsburgh, que tiene al obispo Robert Mark Pipta como su ordinario desde el 8 de noviembre de 2023.
En el Anuario Pontificio la Santa Sede usa el nombre Parma dei Ruteni.

## Territorio y organización
La eparquía extiende su jurisdicción sobre los fieles católicos de rito bizantino ruteno residentes en los estados de: Dakota del Norte, Dakota del Sur, Illinois, Indiana, Iowa, Kansas, Míchigan, Minesota, Misuri, Nebraska, Ohio (a excepción de los condados del este: Ashtabula, Trumbull, Mahoning, Columbiana, Carroll, Harrison, Guernsey, Noble, Morgan, Athens, Meigs, Gallia, y Lawrence) y Wisconsin.
La sede de la eparquía se encuentra en la ciudad de Parma, en donde se halla la Catedral de San Juan Bautista.
En 2019 en la eparquía existían 30 parroquias y 4 misiones:
Parroquias
- En Ohio:
  - Cathedral of St. John the Baptist en Parma
  - Holy Spirit Parish en Parma
  - St. Nicholas Parish en Barberton
  - St. Eugene Parish en Bedford
  - St. Joseph Parish en Brecksville
  - St. Emilian Parish en Brunswick
  - Shrine of Our Lady of Mariapoch en Burton[2]
  - St. Mary Parish en Cleveland
  - St. Nicholas Parish en Cleveland
  - St. John Chrysostom Church en Columbus
  - St. Stephen Parish en Euclid
  - St. Mary Magdalene Parish en Fairview Park
  - St. Nicholas Parish en Lorain
  - St. Mary Parish en Marblehead
  - Holy Transfiguration Parish en Mentor-on-the-Lake
  - St. John Parish en Solon
  - St. Michael Parish en Oregón
- En Míchigan:
  - St. Stephen Parish en Allen Park
  - St. George Parish en Bay City
  - St. Nicholas Parish en Clinton Township
  - St. Michael Parish en Flushing
  - Sacred Heart Parish en Livonia
  - St. Basil Parish en Sterling Heights
- En Illinois:
  - Annunciation Parish en Homer Glen
- En Indiana:
  - St. Athanasius Parish en Indianápolis
  - St Michael Parish en Merrillville
  - St. Nicholas Parish en Munster
  - St. Mary Parish en Whiting
- En Minesota:
  - St John the Baptist Parish en Mineápolis
  - St. Luke Parish en Sugar Creek

Misiones
- En Ohio:
  - St. Barbara Prayer Community en Dayton
- En Misuri:
  - St. Louis Byzantine Catholic Mission en San Luis
- En Iowa:
  - Servicios en St. Wenceslaus Roman Catholic Church de Iowa City
- En Nebraska:
  - Servicios en Mount Michael Abbey de Elkhorn

## Historia
La eparquía fue erigida el 21 de febrero de 1969 con la bula Christi Ecclesia del papa Pablo VI, separando territorio de la eparquía de Pittsburgh (hoy archieparquía).

Christi Ecclesia cum semper omnium populorum curam gessit: est enim in omnium hominum salutem constituta, tum maxime hac nostra aetate, post scilicet sacrosancti Concilii Oecumenici Vaticani II Decreta, per quae declaravit veneranda illa patrum Episcoporum Synodus consilium esse sibi lucem caliganti mundo reddere, cum omnibusque gentibus christianam veritatem et ea omnia quae a Christo accepit ita communicare se vere atque copiam facere, ut quae in communem omnium utilitatem et salutem tradita sint, omnibus liberalissime pateant (cfr. Lumen gentium, Prooem.). Quam ob rem, cum fidelium Rhutenorum coetus, in Foederatis Civitatibus Americae Septemtrionalis commorantibus, haud minima religiosae rei incrementa ceperit, censuimus bene esse, si divisa eparchia Pittsburgensi, novam conderemus. Audito igitur quid Apostolicus Delegatus in iis Civitatibus hac de re sentiret, atque Sacra Congregatione sententiam rogata pro Ecclesiis Orientalibus, haec decernimus atque iubemus. Eparchiam Pittsburgensem Ruthenorum in duas circumscriptiones dividimus, seu eparchias, quarum sit alterius Sedes in urbe Pittsburgh, alterius vero in urbe Parma. Hanc eparchiam constituent, nempe civibus Ruthenis curandis, hi Status, ut dicunt: Ohio (exceptis Comitatibus vulgo « Couties »: Ashtabula, Trumbull, Mahoning, Columbiana, Carroll, Harrison, Guernsey, Noble, Morgan, Athens, Meigs, Gallia, et Lawrence), Indiana, Michigan, Illinois, Wisconsin, Minnesota, Iowa, Missouri, Kansas, Nebraska, North et South Dakota, Montana, Wyoming, Colorado, New Mexiko, Arizona, Utah, Idaho, Washington, Oregon, Nevada, California, Hawai et Alaska. Novae Ecclesiae cathedrale templum illud erit, quod est S. Ioanni dicatum, hucusque paroeciale. Decernimus etiam ut Seminario Pittsburgensi Eparchus Parmensis uti possit suis alumnis educandis, facta cum Eparcho illius circumscriptionis conventione. Ceterum, hae Litterae Nostrae ad exitum deducantur a venerabili Fratre in Civitatibtus Americae Septemtrionalis Delegato Apostolico vel ab eo quem ipse delegaverit. Re vero acta, documenta exarentur, quorum sincera exempla ad Sacram Congregationem pro Ecclesiis Orientalibus cito mittantur.

El 3 de diciembre de 1981 cedió la porción occidental de su territorio (Montana, Wyoming, Colorado, Nuevo México, Arizona, Utah, Idaho, Washington, Oregón, Nevada, California, Hawái y Alaska) para la erección de la eparquía de Van Nuys (hoy eparquía de Santa María del Patrocinio en Phoenix) mediante la bula De consentanea Christifidelium del papa Juan Pablo II.

## Estadísticas
De acuerdo al Anuario Pontificio 2020 la eparquía tenía a fines de 2019 un total de 9280 fieles bautizados.
| Año                                                                             | Población            | Población | Población      | Sacerdotes | Sacerdotes    | Sacerdotes    | Bautizados por sacerdote | Diáconos permanentes | Religiosos | Religiosos | Parroquias |
| Año                                                                             | Bautizados católicos | Total     | % de católicos | Total      | Clero secular | Clero regular | Bautizados por sacerdote | Diáconos permanentes | Varones    | Mujeres    | Parroquias |
| ------------------------------------------------------------------------------- | -------------------- | --------- | -------------- | ---------- | ------------- | ------------- | ------------------------ | -------------------- | ---------- | ---------- | ---------- |
| 1970                                                                            | 25 523               | ?         | ?              | 49         | 49            |               | 0                        |                      |            |            | 46         |
| 1976                                                                            | 31 067               | ?         | ?              | 63         | 55            | 8             | 493                      |                      | 8          | 33         | 50         |
| 1990                                                                            | 20 019               | ?         | ?              | 47         | 44            | 3             | 425                      |                      | 3          | 10         | 43         |
| 1999                                                                            | 12 680               | ?         | ?              | 42         | 41            | 1             | 301                      | 3                    | 1          | 12         | 39         |
| 2000                                                                            | 12 680               | ?         | ?              | 42         | 41            | 1             | 301                      | 4                    | 1          | 13         | 39         |
| 2001                                                                            | 12 572               | ?         | ?              | 45         | 42            | 3             | 279                      | 4                    | 3          | 14         | 38         |
| 2002                                                                            | 12 482               | ?         | ?              | 44         | 42            | 2             | 283                      | 5                    | 16         |            | 38         |
| 2003                                                                            | 12 417               | ?         | ?              | 40         | 38            | 2             | 310                      | 6                    | 2          | 14         | 38         |
| 2004                                                                            | 12 401               | ?         | ?              | 38         | 37            | 1             | 326                      | 8                    | 1          | 11         | 37         |
| 2009                                                                            | 8791                 | ?         | ?              | 43         | 42            | 1             | 204                      | 12                   | 1          | 8          | 36         |
| 2013                                                                            | 8953                 | ?         | ?              | 34         | 33            | 1             | 263                      | 16                   | 1          | 6          | 32         |
| 2015                                                                            | 9020                 | ?         | ?              | 33         | 33            |               | 273                      | 15                   |            | 3          | 30         |
| 2016                                                                            | 9084                 | ?         | ?              | 33         | 33            |               | 275                      | 15                   |            | 7          | 30         |
| 2019                                                                            | 9280                 |           |                | 31         | 31            |               | 299                      | 15                   |            | 6          | 30         |
| Fuente: Catholic-Hierarchy, que a su vez toma los datos del Anuario Pontificio. |                      |           |                |            |               |               |                          |                      |            |            |            |

## Episcopologio
- Emil John Mihalik † (22 de marzo de 1969-27 de enero de 1984 falleció)
- Andrew Pataki † (19 de junio de 1984-6 de noviembre de 1995 nombrado eparca de Passaic)
- Basil Myron Schott, O.F.M. † (3 de febrero de 1996-3 de mayo de 2002 nombrado archieparca de Pittsburgh)
- John Michael Kudrick (3 de mayo de 2002-7 de mayo de 2016 renunció)
  - William Charles Skurla (7 de mayo de 2016-24 de junio de 2017) (administrador apostólico)
  - Milan Lach, S.J. (24 de junio de 2017-1 de junio de 2018 nombrado eparca) (administrador apostólico)
- Milan Lach, S.J., desde el 1 de junio de 2018-23 de enero de 2023
- Robert Mark Pipta, desde el 8 de noviembre de 2023